# Michel Lotito
Michel Lotito (15 tháng 6 năm 1950 - 25 tháng 6 năm 2007) sinh tại Grenoble, tỉnh lỵ của tỉnh Isère, thuộc vùng hành chính Rhône-Alpes của nước Pháp. Ông được biết đến với danh hiệu Monsieur Mangetout (Ngài ăn tuốt), chính vì khả năng ăn bất kỳ đồ vật gì từ năm 9 tuổi.

## Cuộc sống
Michel Lotito không phải là người ngoài hành tinh, ông cũng giống như bao người đàn ông khác, tuy nhiên chỉ trừ việc Ông có thể ăn các vật bằng kim loại, thủy tinh, nhựa, cao su, và các vật liệu khác có thể gây chết người, đặc biệt ông từng ăn một chiếc máy bay Cessna 150, cũng chính nhờ sự kiện này mà ông được ghi danh vào Sách Kỷ lục Guinness.
Michel Lotito bắt đầu ăn những vật chất không bình thường khi còn là một thiếu niên khoảng 16 tuổi và thực hiện công khai từ năm 1966. Bữa ăn xa xỉ nhất của ngài ăn là chén hết một chiếc máy bay Cessna 150, với chiếc máy bay này khiến ông phải mất 2 năm để ăn hết, kéo dài từ năm 1978 đến năm 1980.
Lotito tuyên bố ông không hề bị tác động xấu từ việc ăn các vật liệu, ngay cả khi ông ăn những vật liệu được xem là có chứa hóa chất độc hại. Hàng ngày ông tiêu thụ khoảng 1 kg các vật liệu gồm có các vật chủ yếu như xe đạp, tivi… Theo ước tính trong khoảng thời gian từ 1959 - 1997, Lotito ăn khoảng 9 tấn kim loại chỉ với một ít dầu, nước uống và tiêu hóa bình thường.
Michel Lotito mất vào ngày 25 tháng 6 năm 2007, sau mười ngày kể từ khi sinh nhật lần thứ 57 của ông. Ông được chôn cất tại nghĩa trang Grenoble.